# Senador Firmino
Senador Firmino é um município brasileiro do estado de Minas Gerais.

## Geografia
O município localiza-se na Região Geográfica Imediata de Ubá, na Região Geográfica Intermediária de Juiz de Fora.

## História
A cidade originou-se do antigo arraial do Rocha, fundado por volta de 1701 por Antônio Fernandes Furtado e o Capitão Feliciano Cardoso de Mendonça, filhos do fundador de Mariana, o Coronel Salvador Fernandes Furtado de Mendonça.[carece de fontes?]
Tornou-se distrito em 1841 com o nome de Conceição do Turvo, pertencente ao município de Piranga, e posteriormente ao de Ubá, do qual se emancipou em 17 de dezembro de 1938.

### Rodovias
- MG-124

### Relevo e hidrografia
A altitude da sede é de 660 m, possuindo como ponto culminante a altitude de 909 m. O município está inserido na bacia hidrográfica do rio Doce, sendo banhado pelo rio Turvo.
(ALMG)

### Demografia
Dados do Censo - 2000
População total: 6.598
- Urbana: 3.998
- Rural: 2.600
- Homens: 3.383
- Mulheres: 3.215

(Fonte: AMM)
Densidade demográfica (hab./km²): 39,6
Mortalidade infantil até 1 ano (por mil): 23,2
Expectativa de vida (anos): 71,9
Taxa de fecundidade (filhos por mulher): 2,4
Taxa de alfabetização: 78,7%
Índice de Desenvolvimento Humano (IDH-M): 0,730
- IDH-M Renda: 0,606
- IDH-M Longevidade: 0,782
- IDH-M Educação: 0,802

(Fonte: PNUD/2000)

## Turismo
Senador Firmino é conhecido por suas festas, são elas: 
Festas Religiosas: Jubileu de N. S. da Conceição (1 a 15 de agosto), Festa da Padroeira (8 de dezembro). 

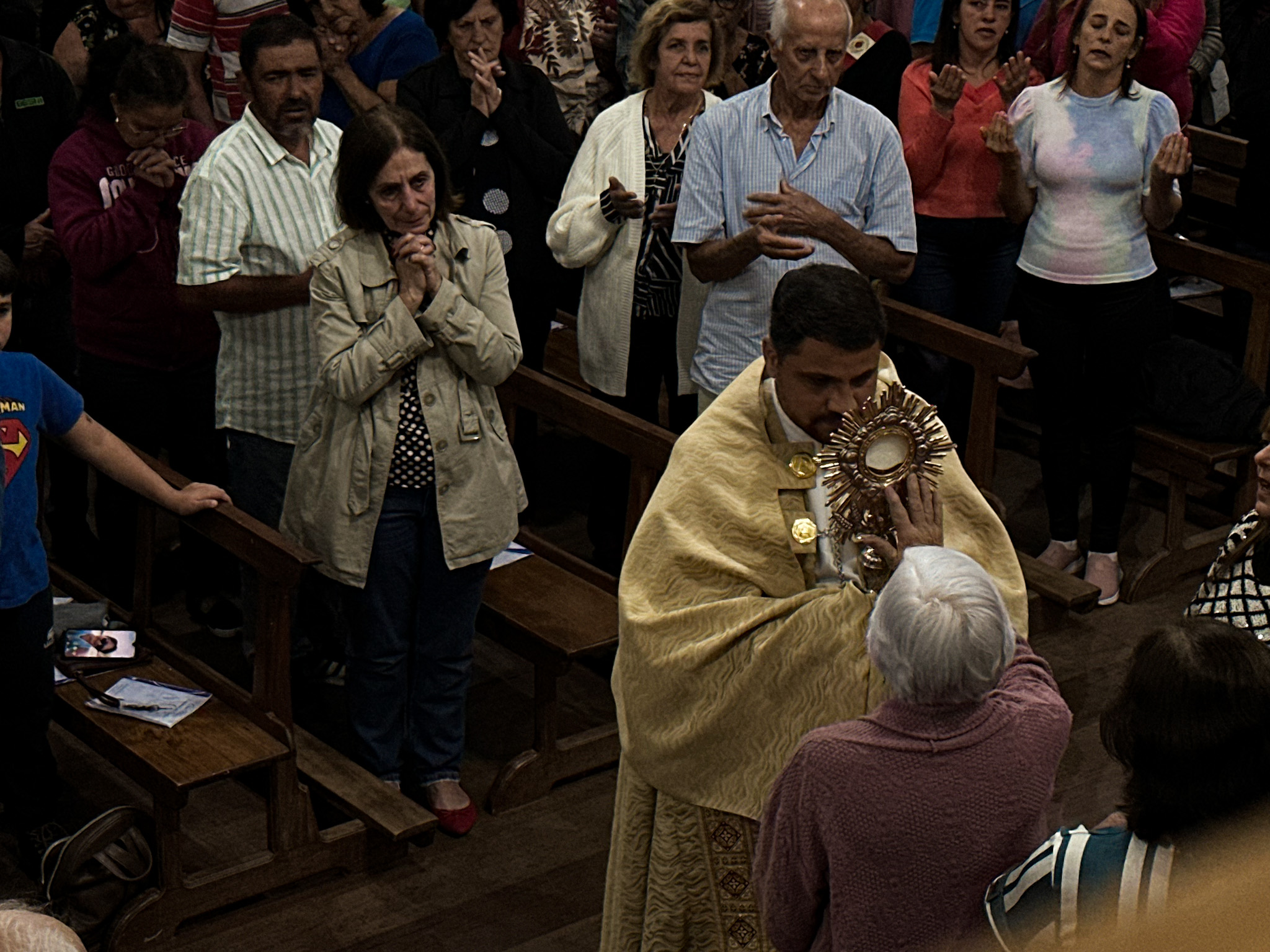
Esta imagem foi feita durante a celebração do 124º Jubileu de Nossa Senhora da Conceição do Turvo, que acontece em Senador Firmino- Minas Gerais Durante o mês de agosto.

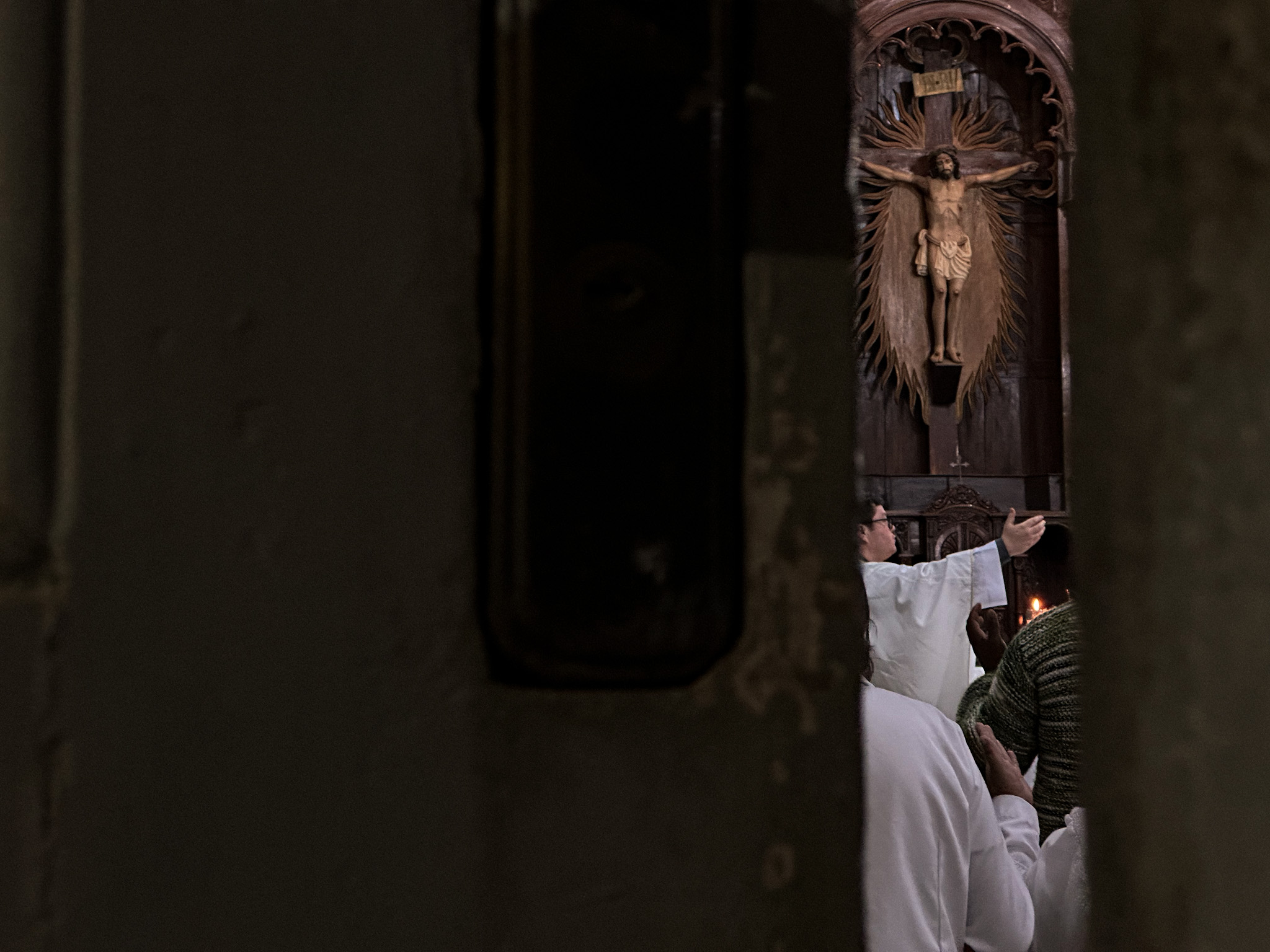
Esta imagem foi feita durante a celebração do 124º Jubileu de Nossa Senhora da Conceição do Turvo, que acontece em Senador Firmino- Minas Gerais Durante o mês de agosto.

Torneio Leiteiro (julho), e também um dos melhores carnavais de rua da região.
A cidade também conta com belas cachoeiras e é famosa pela sua típica comida mineira.